# Doak Campbell Stadium
Das Doak Campbell Stadium ist ein Football-Stadion auf dem Campus der Florida State University in Tallahassee, Florida. Es dient als Austragungsort für die Heimspiele des College-Teams Florida State Seminoles. Das Stadion hat eine Kapazität von 82.300. 

## Geschichte
Das Doak Campbell Stadium, benannt nach dem Präsidenten der Universität zur Bauzeit, wurde am 7. Oktober 1950 mit einem Spiel gegen die Randolph-Macon College Yellowjackets eröffnet. Die Seminoles gewannen das Spiel mit 40:7. Der Bau des Stadions kostete 250.000 US-Dollar und die ursprüngliche Zuschauerkapazität betrug 15.000. 1954 wurde die Zuschauerkapazität erstmals erweitert auf 19.000. 1961 wurden weitere 6.000 Plätze hinzugefügt. Über die Jahre wurde das Stadion aufgrund der größer werdenden Studentenschaft und insbesondere dank den sportlichen Erfolgen unter dem Trainer Bobby Bowden mehrmals ausgebaut und erreicht 2003 seine heutige Kapazität. Am 20. November 2004 wurde das Spielfeld nach Bobby Bowden Field benannt. 